# Kułakowy Wierch
Kułakowy Wierch (843 m), Kulakowy Wierch – szczyt w głównym grzbiecie Gorców, który biegnie od Turbacza poprzez Rozdziele, Obidowiec, Groniki, Stare Wierchy, Jaworzynę, Skałkę, Obidową i Kulakowy Wierch do Przełęczy Sieniawskiej. Grzbietem tym biegnie Dział wód między Rabą a Dunajcem oraz znakowany szlak turystyki pieszej i rowerowej. Kułakowy Wierch znajduje się po wschodniej stronie szosy zwanej zakopianką. Jest tutaj parking, stacja benzynowa, restauracja i hotel, a pod szczytem Kułakowego Wierchu są dwa maszty przekaźników telekomunikacyjnych oraz dwa narciarskie wyciągi orczykowe (na północnych, opadających do Rdzawki stokach Kułakowego Wierchu).
Na południowo-zachodnich stokach Kułakowego Wierchu ma źródła rzeka Raba, na południowych Potok Radziszowski, na północnych potok Rdzawianka.
Kułakowy Wierch to mało wybitne wzniesienie. Lesista jest tylko górna część jego południowych stoków. Z grzbietu nad Zakopianką roztacza się szeroka panorama widokowa obejmująca Kotlinę Nowotarską, Tatry Zachodnie, Orawicko-Witowskie Wierchy, Babią Górę i Pasmo Policy, a z dalszej części grzbietu (przy wyciągach narciarskich) widok na dolinę potoku Rdzawka oraz Beskid Makowski i Beskid Wyspowy.
Kułakowy Wierch znajduje się w miejscowości Rdzawka, w województwie małopolskim, w powiecie nowotarskim, w gminie Rabka-Zdrój.

## Szlaki turystyczne
parking pod Kułakowym Wierchem (Obidowa) – schronisko PTTK na Starych Wierchach. Odległość 5,4 km, suma podejść 200 m, suma zejść 50 m, czas przejścia 1 godz. 30 min, z powrotem 1 godz. 10 min.